# Quadro con arciere
Quadro con arciere è un dipinto a olio su tela (177x147 cm) realizzato nel 1909 dal pittore Vasily Kandinsky. È conservato nel Museum of Modern Art di New York.
Il titolo è l'unico elemento descrittivo del quadro, senza cui a stento si potrebbe distinguere il soggetto.